# Canada Square

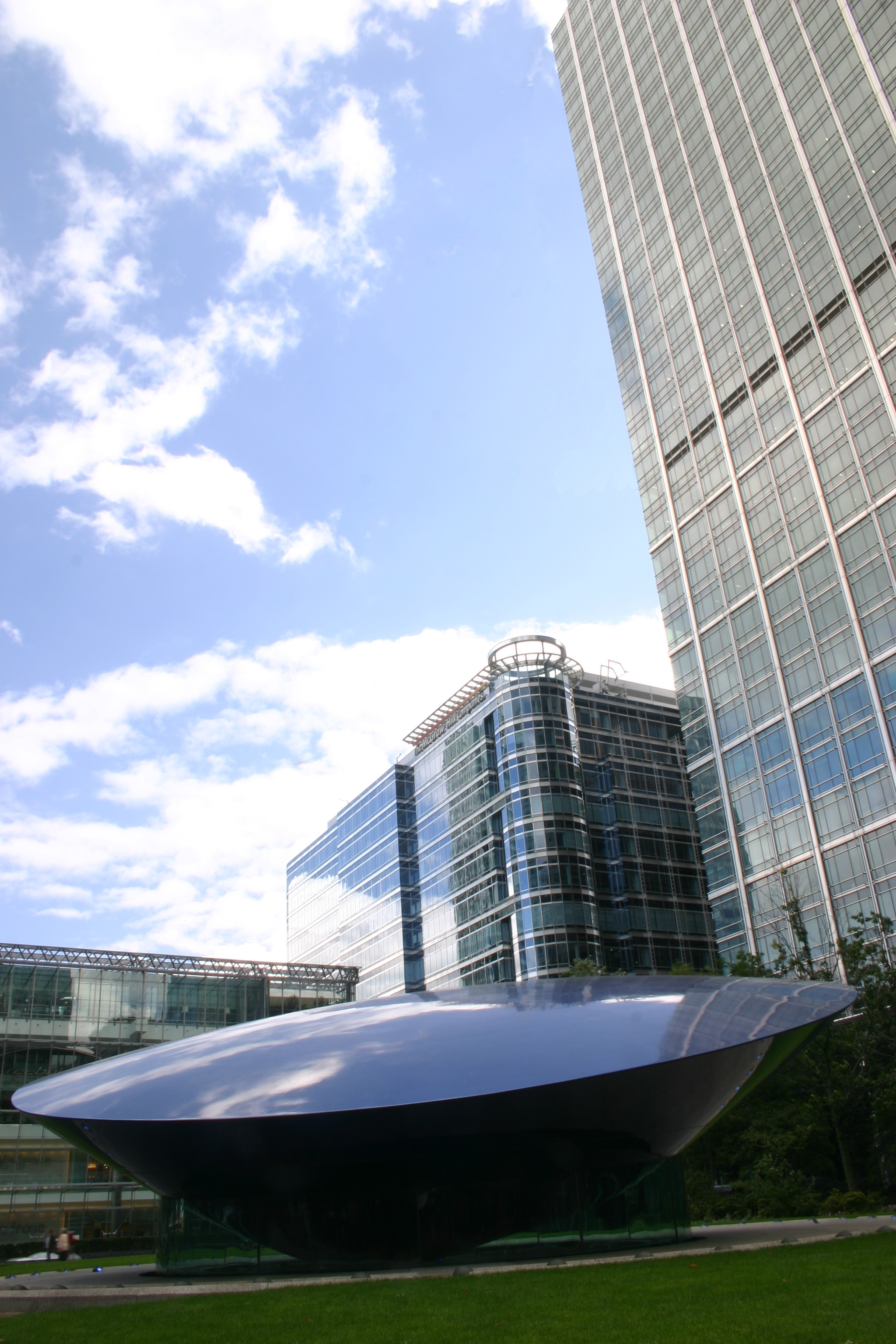
Canada Square

Canada Square é uma das praças públicas do Canary Wharf em Londres cercada pelos três maiores edifícios do complexo: 8 Canada Square, One Canada Square e Citigroup Centre. O nome da praça é uma referência ao país de origem do dono da Olympia & York, Paul Reichmann. A praça é servida pela Estação Canary Wharf.
1. ↑  published, MoneyWeek (6 de novembro de 2013). «Paul Reichmann: the visionary who built Canary Wharf». moneyweekuk (em inglês). Consultado em 11 de junho de 2024